# San Marcos de Caiquín
San Marcos de Caiquín es un municipio del departamento de Lempira en la República de Honduras.

## Límites
| Orientación | Límite                                    |
| ----------- | ----------------------------------------- |
| Norte       | Municipio de La Campa, Lempira            |
| Sur         | Municipio de Santa Cruz, Lempira          |
| Sur         | Municipio de San Andrés, Lempira          |
| Este        | Municipio de Santa Cruz, Lempira          |
| Oeste       | Municipio de San Manuel Colohete, Lempira |
| Oeste       | Municipio de San Sebastián, Lempira       |

Su extensión territorial es de 96.58 km².

## Geografía

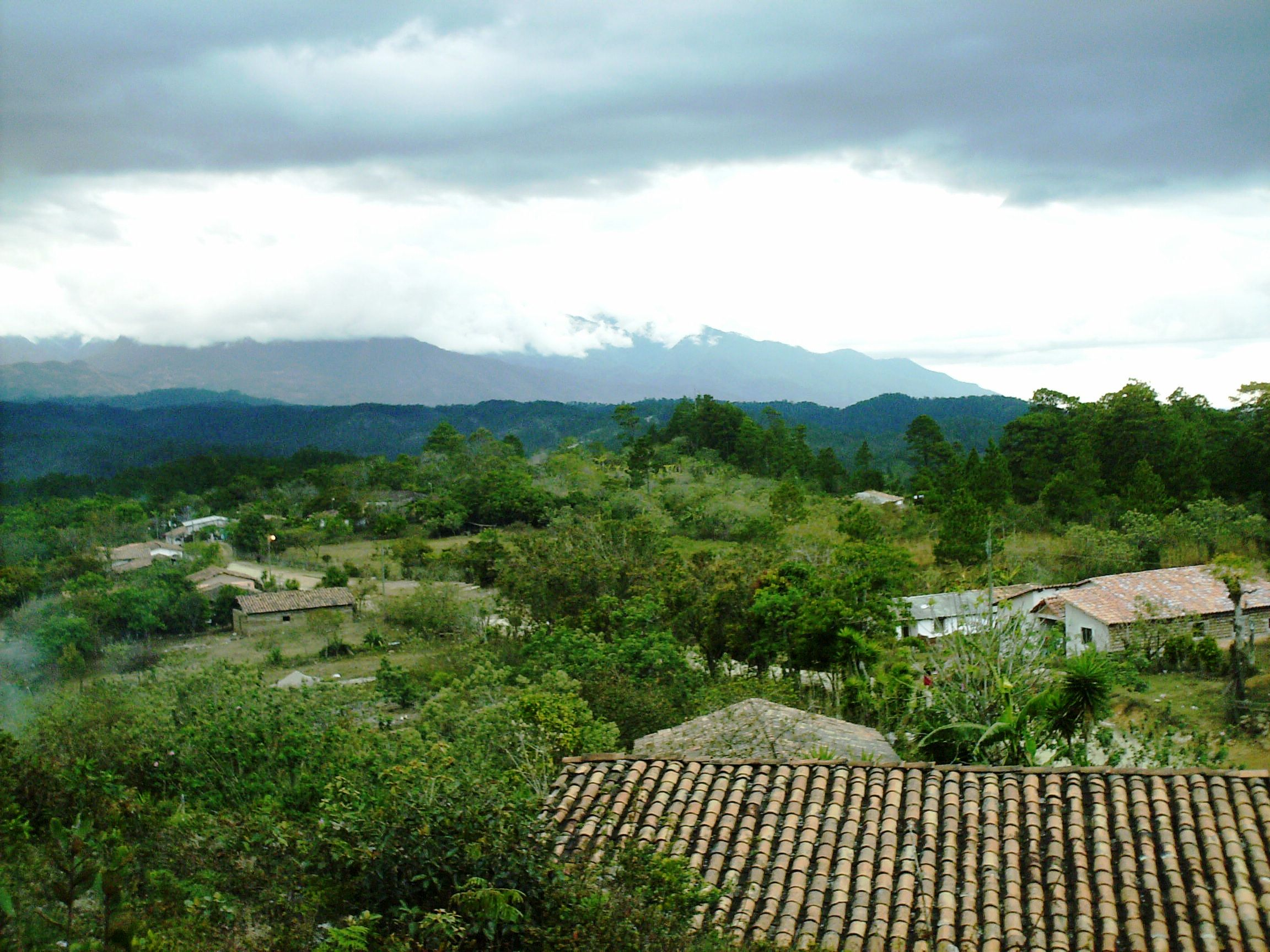
Vista panorámica sobre los techos de las casas del lugar

Se encuentra ubicada en una hondonada rodeada por muchos cerros, los cuales están llenos de pinos. Se podría decir que se ubica en el pie de la montaña, en la cual se ubica San Manuel Colohete. En el recorrido hacia la cabecera, se logra ver en los cortes de la carretera el origen volcánico de las rocas y el suelo de la zona. La vegetación predominante son las coníferas por lo que el clima es templado, incluso en el verano.

## Historia
La Comunidad Lenca de San Marcos de Caiquín ha sido históricamente una aldea del Municipio de La Campa. Sus moradores son descendientes de grupos étnicos Lenca - Chortis. Por su actividad económica y cultural decidieron crear un municipio con características étnicas propias.
En 1994 (4 de noviembre), es su fecha de creación.

## Población

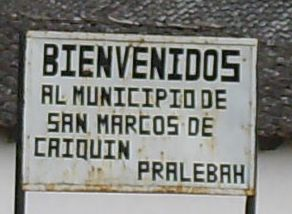
Letrero de Bienvenida a la localidad

Para San Marcos de Caiquín se tiene que, los descendientes de indígenas representan un 80 %, la parte restante está compuesta por personas con características de mestizaje.
Población: según cifras del año 2013, en este municipio habían 5,571 habitantes, y para el año 2020 se espera tener un total de 6,465 habitantes.

## Economía
Sus recursos forestales son muy bien aprovechados, ya que se ha creado consciencia en la población. El café sigue siendo el principal producto en este municipio. Seguido de la siembra de maíz y frijoles. También tiene electricidad y servicios de comunicación móvil. En los alrededores hay varias fuentes de agua que ayudan para el suministro local. En la alcaldía se ofrecen constantes charlas sobre temas que tratan sobre mejorar el bienestar de los pobladores, en cuanto a este respeto queda mucho que hacer ya que la población necesita aprender más.

## Turismo

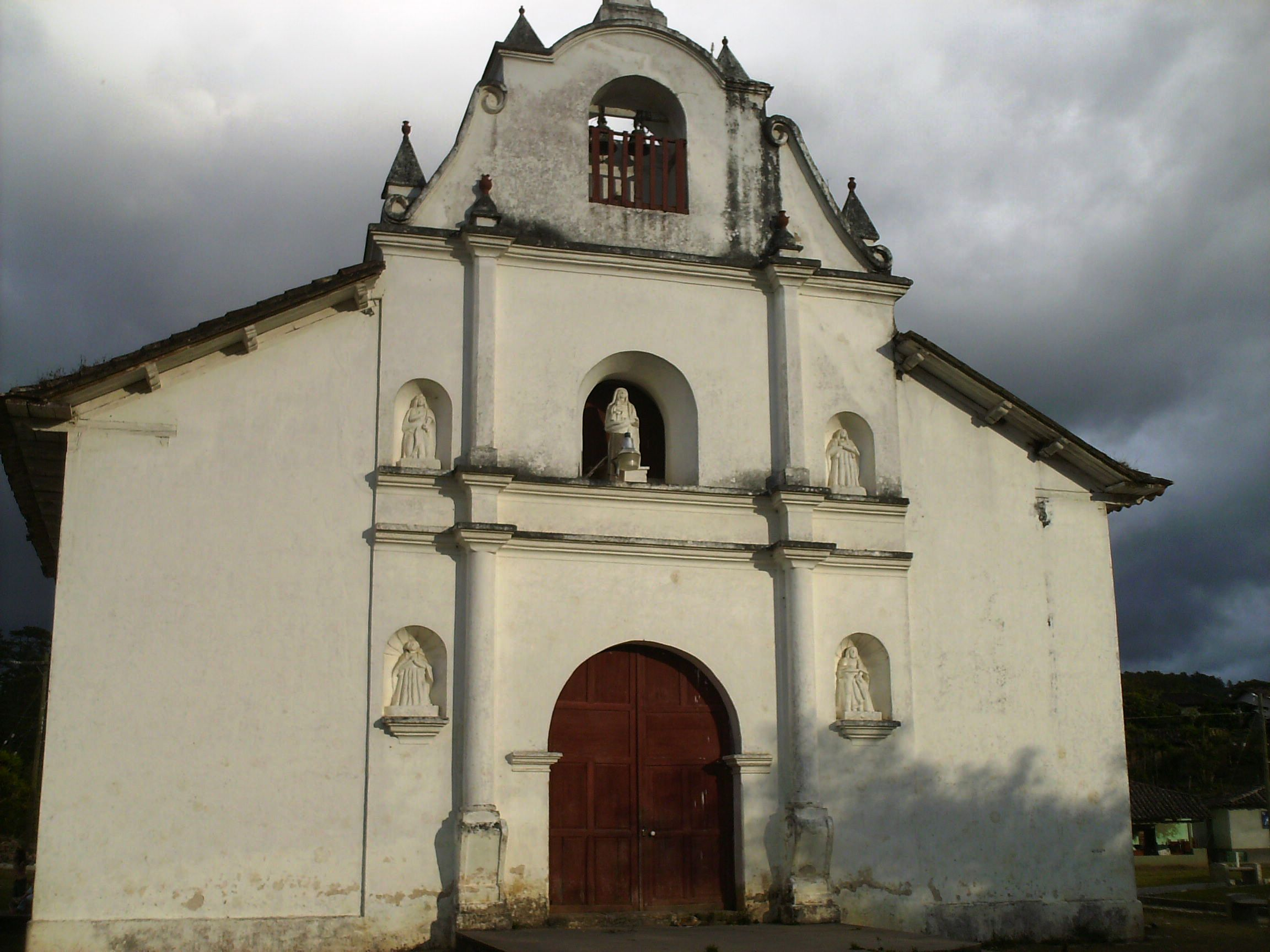
La Iglesia católica de la localidad, de arquitectura barroco

Para acceder a la localidad se deben recorrer 33 km, pasando por el Municipio de La Campa, a 5 km está el desvío hacia el Municipio de San Manuel Colohete, debidamente señalizado. La carretera a partir de La Campa, al recorrer por la carretera se verán atractivos paisajes de montañas cubiertos de pinos. 
El municipio cuenta con paisajes naturales que impresionan a las personas que lo visitan, además cuenta con hermosas caídas de agua de hasta 15 metros y cuenta con cuevas que tienen su leyenda que hacen más grande la historia del municipio.

### Feria patronal
Su Feria Patronal es el 24 de abril.

## División Política
Aldeas: 7 (2013)
Caseríos: 54
| Código | Aldea                 |
| ------ | --------------------- |
| 132801 | San Marcos de Caiquín |
| 132802 | La Azacualpa          |
| 132803 | Coalaca               |
| 132804 | Arcamón               |
| 132805 | Suntulin              |
| 132806 | Guanajulque           |
| 132807 | Laguna Seca           |